# Vivacricotopus elgandzha
Vivacricotopus elgandzha är en tvåvingeart som beskrevs av Makarchenko 2005. Vivacricotopus elgandzha ingår i släktet Vivacricotopus och familjen fjädermyggor. Inga underarter finns listade i Catalogue of Life.